# Memoriale (monumento)

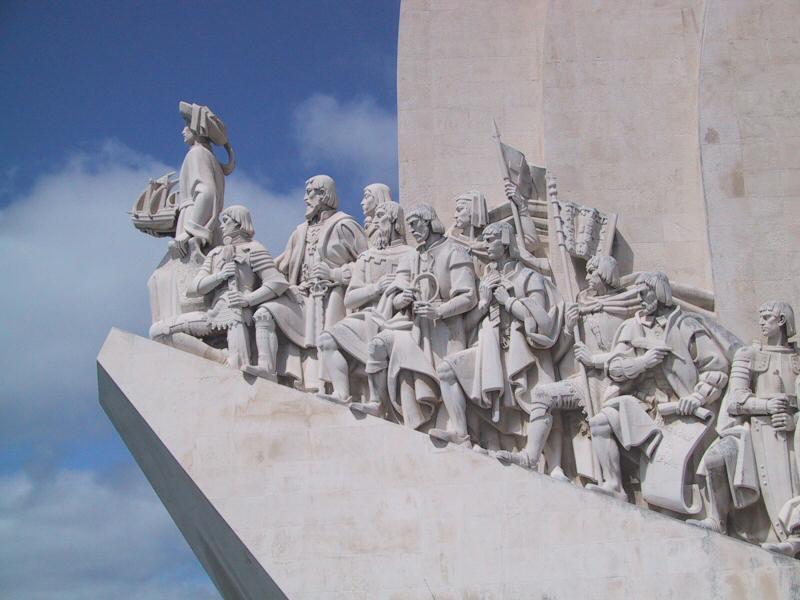
Lisbona, navigatori portoghesi

Il memoriale è un monumento per commemorare un evento o per onorare una o più persone decedute.

## Descrizione
Le forme più comuni di memoriali sono monumenti, statue o fontane. Il tipo più comune di memoriale è la lapide. I cenotafi sono molto diffusi per onorare le persone uccise o scomparse in atti di guerra. Dopo un attacco, un monumento può essere improvvisato dai cittadini: si parla allora di memoriale improvvisato.
Una forma particolare è il memoriale di strada che segna un percorso o una strada, il luogo in cui una persona è morta, spesso a causa di un incidente stradale.
Quando una persona muore, la famiglia può chiedere una donazione, di solito soldi (invece di fiori), o versati a una fondazione o a favore di una chiesa. A volte, quando uno studente muore, il memoriale prende la forma di una borsa di studio da assegnare a studenti meritevoli. Il cenotafio è un monumento che onora la memoria o il luogo della morte di una persona, senza essere la sua  sepoltura.

## Galleria d'immagini

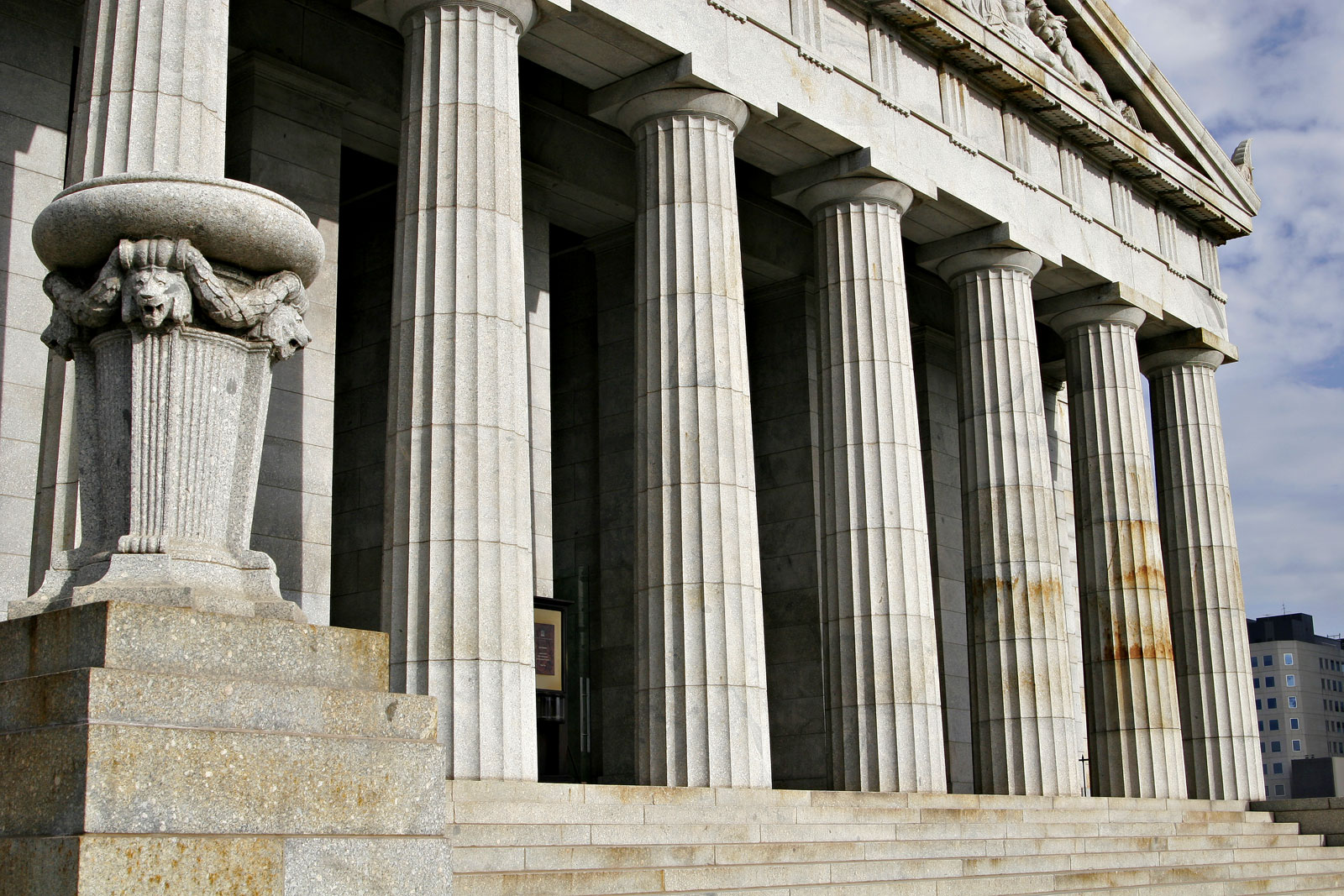
Shrine of Remembrance, Melbourne, Australia
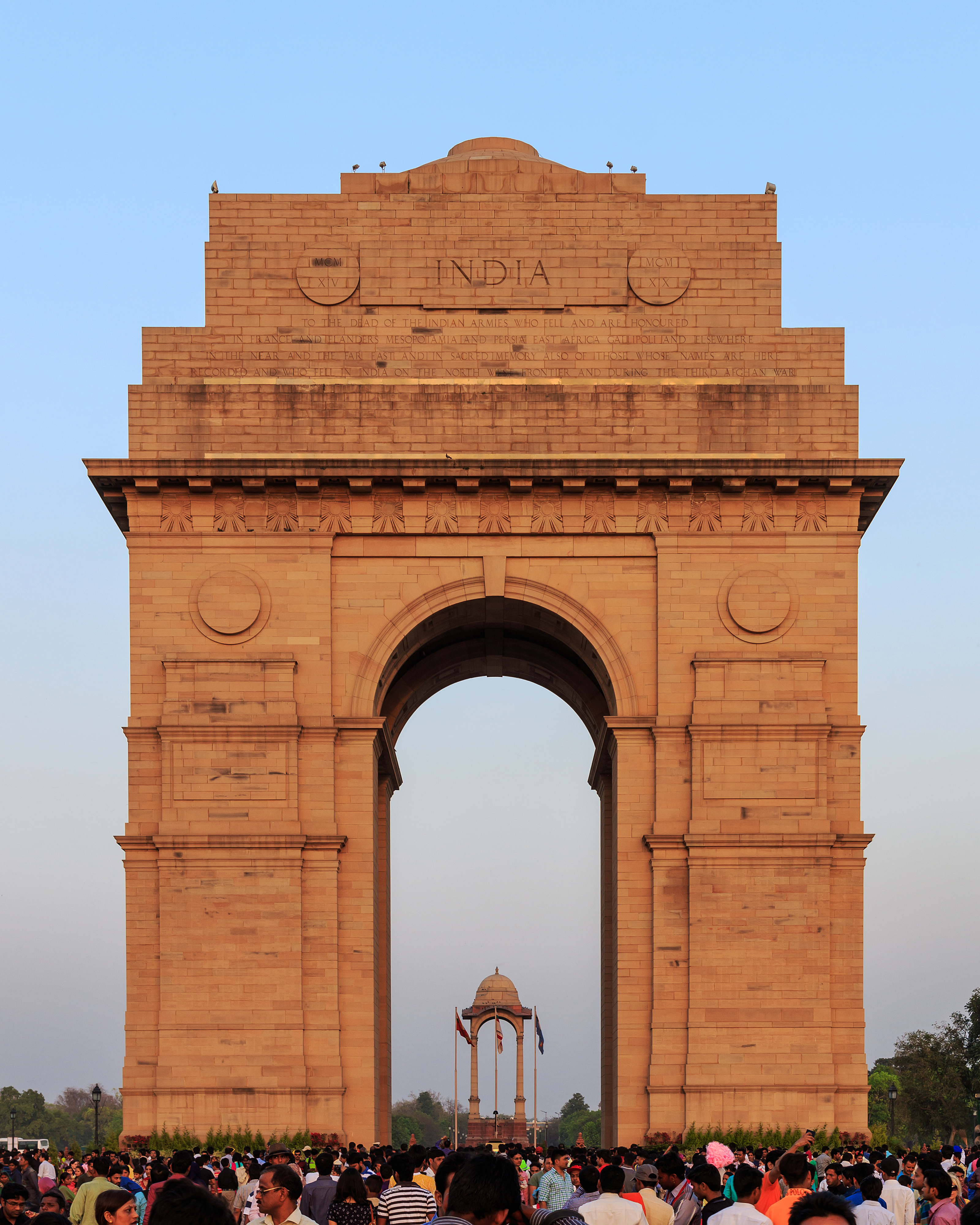
Porta dell'India, Nuova Delhi, India
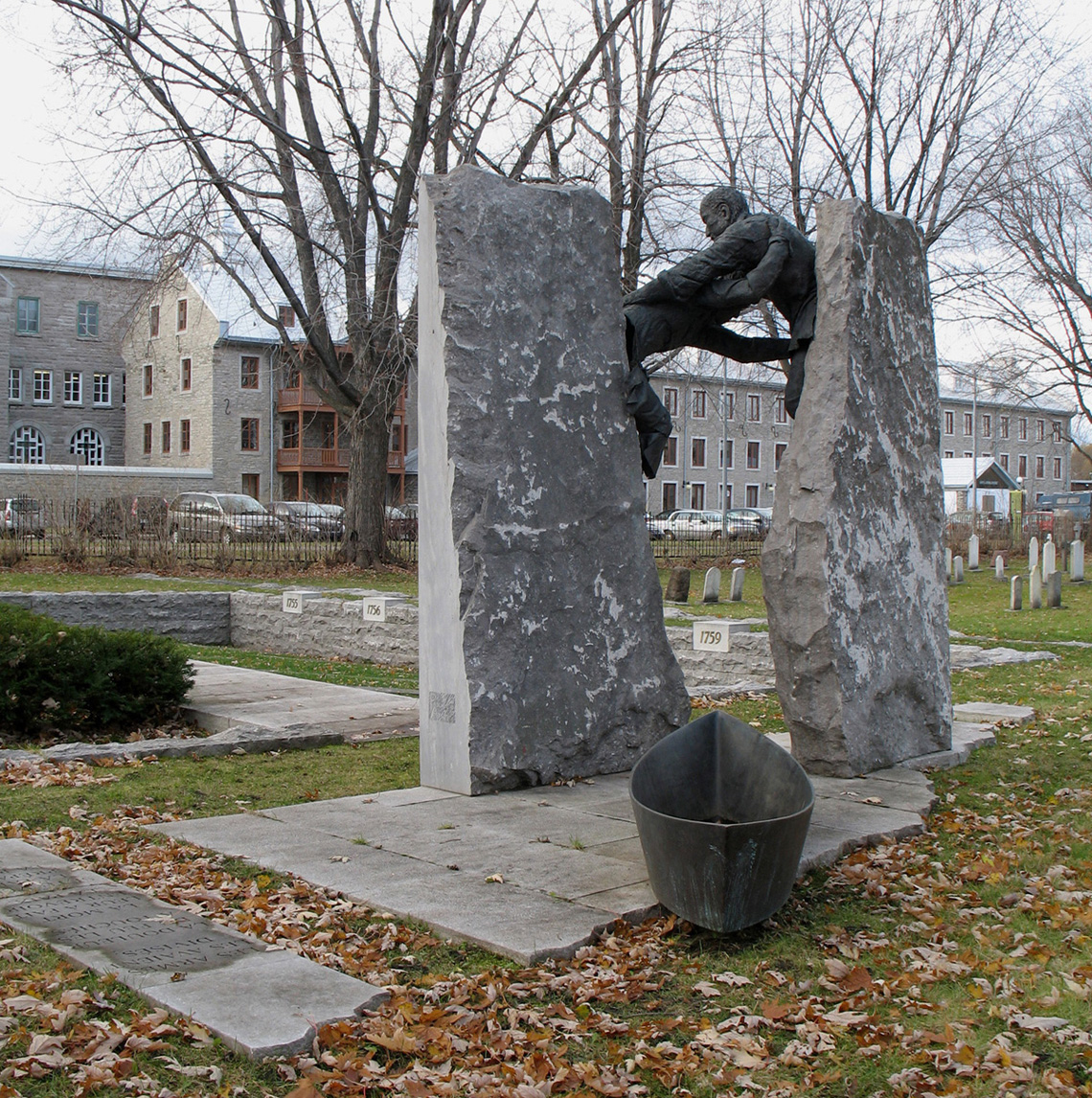
Memoriale della guerra dei sette anni, Québec